# John D'Leo
John D'Leo est un acteur américain né le 31 août 1995,.

## Biographie
John D'Leo est né en août 1995. Il est le fils de Ginna et Chuck DiLeo. D'origines italiennes et irlandaises, il est originaire du Comté de Monmouth dans le New Jersey,,. 
Il commence sa carrière à la télévision en 2007 dans un épisode de la série télévisée New York, unité spéciale puis dans le feuilleton Haine et Passion. En 2008, il débute au cinéma dans The Wrestler de Darren Aronofsky. Il alterne ensuite entre quelques épisodes de séries télévisées et petits rôles au cinéma.
En 2013, il décroche un rôle plus important dans Malavita de Luc Besson, où il joue le fils de Michelle Pfeiffer et Robert De Niro.

## Filmographie
- 2007 : New York, unité spéciale (Law and Order: Special Victims Unit) (série télévisée) (saison 8, épisode 20) : Drew Royce
- 2007 : Haine et Passion (Guiding Light) (feuilleton TV) - Episode n°15 315 : Snake boy
- 2008 : The Wrestler de Darren Aronofsky : Adam
- 2008 : Life on Mars (série télévisée) - Saison 1, épisode 3 : Robbie Reeves
- 2009 : The Unusuals (série télévisée) - Saison 1, épisode 7 : un garçon
- 2010 : L'Élite de Brooklyn (Brooklyn's Finest) d'Antoine Fuqua : Vinny
- 2010 : Top Cops (Cop Out) de Kevin Smith : Kevin
- 2010 : How to Make It in America (série télévisée) - Saison 1, épisode 4 : un garçon dans l'appartement
- 2010 : Mercy Hospital (Mercy) (série télévisée) - Saison 1, épisode 22 : Jonah
- 2011 : Dirty Movie de Jerry Daigle et Christopher Meloni
- 2012 : Peace, Love et plus si affinités (Wanderlust) de David Wain : Tanner
- 2012 : Murt Ramirez Wants to Kick My Ass de Dan Lee : Billy
- 2013 : Malavita de Luc Besson : Warren Blake
- 2014 : Invincible (Unbroken) d'Angelina Jolie : Pete Zamperini jeune
- 2015 : Orange Is the New Black (série télévisée) - Saison 3, épisode 11 : Joey Caputo (Jeune)
- 2018 : Paterno (téléfilm) de Barry Levinson : Daniel